# Mr. Popper's Penguins
Mr. Popper's Penguins is een Amerikaanse komediefilm uit 2011, naar het gelijknamige boek uit 1938 van Richard en Florence Atwater.

## Verhaal
Toen Thom (Thomas) Popper klein was, ging zijn vader vaak op reis. Hij zag zijn vader dan ook niet erg lang. Als hij er was, was dat meestal in 'Taverne on the Green'. 30 jaar later is Thom Popper een succesvolle zakenman, hij koopt allerlei gebouwen op voor zijn werkgevers. Als een koper weigert of niet meer wil verkopen, heeft hij altijd wel een truc om ze toch te doen kopen. Mr. Popper mag bijna tot de top van zijn bedrijf toetreden, maar hij moet nog één gebouw kopen: Taverne on the Green. Een klein probleem is echter dat de eigenares al vele kandidaat-kopers over de vloer heeft gehad. En ze allemaal heeft afgewezen.
Dan krijgt Mr. Popper het nieuws dat zijn vader is overleden, daarom krijgt hij een erfenis met een souvenir erbij. Als zijn souvenir aankomt blijkt dit een pinguïn te zijn, een ezelspinguïn. Hij belt daarop naar degene die hem dit moest sturen met de vraag of hij een nieuwe kist kan krijgen om de pinguïn in te stoppen, omdat hij zijn kist heeft omvergelopen, waardoor hij in stukken viel. Tijdens het gesprek gaat er echter iets vreselijk fout. Thom zegt tegen de man dat hij al vijf keer had gezegd dat die pinguïn weg moest. Maar dit wordt verkeerd verstaan door slechte communicatie, waardoor Mr. Popper juist vijf pinguïns erbij krijgt.
De pinguïns zijn niet van plan om weg te gaan bij Mr. Popper. Diezelfde dag is het de verjaardag van Mr. Popper's zoon. Daarom komen zijn ex-vrouw, dochter en zoon bij hem op bezoek en ontdekken uiteindelijk de zes pinguïns. Zijn zoon wil de pinguïns echter houden en Thom zweert dat hij ze niet zal weggeven aan de dierentuin. Dankzij de pinguïns wordt zijn band met zijn zoon en dochter steeds sterker, de band met zijn ex-vrouw ook. Zeker als er plots drie pinguïn-eieren in de woning van Mr. Popper liggen. Twee komen er uit, maar de derde van pinguïn Captain niet. Thom moet en zal ervoor zorgen dat het ei uitkomt. Als blijkt dat het ei niet meer uit zal komen stort Mr. Popper's liefde voor de pinguïns in. De acht pinguïns worden meegenomen door een medewerker van de dierentuin van New York.
Zijn zoon en dochter zijn daarom teleurgesteld in hun vader. Ondertussen heeft de eigenares van Taverne on the Green Thom in de gaten gehouden en gezien dat zijn band steeds sterker werd. Wanneer Thom dat ook inziet, neemt hij zijn kinderen mee, waarna later zijn vrouw komt, naar de dierentuin van New York om de pinguïns terug te halen. Eenmaal daar blijken de pinguïns hier niet te zijn. Ze gaan op zoek naar de man die ze heeft opgehaald. Deze heeft het verhaal dat de dieren weg zijn gestuurd naar andere parken over de hele wereld. Op dat moment horen ze pinguïn Loudy schreeuwen. Dan blijken de acht pinguïns achter een kluis te zitten. Het gezin  probeert samen met de pinguïns te ontsnappen. Als pinguïn Captain gescheiden raakt van de groep klimt hij met een vlieger het dak op waar hij opgejaagd wordt door bewakers en springt er af, zijn droom om te vliegen komt uit en zo geraakt hij bij Mr. Popper en de anderen.
De man die de pinguïns in handen probeert te krijgen gaat hier niet mee akkoord en gaat ze achterna in een auto. Tot bij Taverne on the Green, daar is de eigenares een toespraak aan het houden om te zeggen dat de taverne niet zal worden verkocht. Als de familie Popper daar binnenvalt samen met de pinguïns, die uit de auto zijn ontsnapt, ziet ze in dat Mr. Popper toch de geschikte koper is. De dierentuinmedewerker komt ook aan met politie en wil bewijzen dat Mr. Popper niet goed voor de pinguïns zorgt, door te laten zien dat de pinguïns een visje kiezen boven Mr. Popper. In eerste instantie gaan de pinguïns ook langzaamaan naar de dierentuinmedewerker, die de vis vasthoudt, maar draaien zich om en lopen snel naar Mr. Popper toe. De dierentuinmedewerker wordt gearresteerd.
De taverne wordt uiteindelijk verkocht aan Mr. Popper, maar zijn plannen om het gebouw te slopen en er iets anders neer te zetten zijn gewijzigd. Hij laat de taverne staan, naar alle tevredenheid van de vorige eigenares en de vier werknemers. Mr. Popper en zijn vrouw worden weer een koppel en ze vertrekken samen met hun kinderen en de acht pinguïns op reis naar Antarctica, en geven de pinguïns een nieuw thuis. Vervolgens krijgt Captain ook nog een ei. Mr. Popper belooft de pinguïns ooit nog eens te bezoeken.

## Rolverdeling
- Jim Carrey als Thomas "Tom" Popper Jr.
- Carla Gugino als Amanda Popper
- Madeline Carroll als Janie Popper
- Maxwell Perry Cotton als Billy Popper
- Angela Lansbury als Selma Van Gundy
- Philip Baker Hall als Mr. Franklin
- Dominic Chianese als Mr. Reader
- Clark Gregg als Nat Jones
- Ophelia Lovibond als Pippi Peponopolis
- Jeffrey Tambor als Mr. Gremmins
- David Krumholtz als Kent
- James Tupper als Rick

## De pinguïns
De zes pinguïns zijn, tussen haakjes staan de namen die in het Nederlands worden gebruikt:
1. Captain (Kapitein), is de eerste pinguïn die Mr. Popper ontvangt. Is de leider 'captain' van de groep.
2. Nimrod (Mafkees), is de stuntel en botst overal tegenop.
3. Stinky (Stinker), laat erg veel scheten.
4. Lovey (Liefje), knuffelt graag met iedereen.
5. Bitey (Bijter), pikt iedereen die hij tegenkomt.
6. Loudy (Lawaai), maakt continu veel lawaai.
7. + twee baby pinguïns